# Arbeiten des Naturforschenden Vereins zu Riga
Arbeiten des Naturforschenden Vereins zu Riga (abreviado Arbeiten Naturf. Vereins Riga) fue una revista científica con ilustraciones y descripciones botánicas que fue publicada en dos series en Rudolstadt la primera en 1848 y la segunda con el nombre de Arbeiten des Naturforscher-Vereins zu Riga, desde 1865 hasta 1938.

## Publicación
- Serie 1ª Vol. 1, (1847/48), 1848;
- Nueva serie vols. 1-22, 1865-1938